# The Battery (film 2012)
The Battery è un film del 2012 diretto da Jeremy Gardner.
Film horror indipendente con il regista Gardner che figura anche come sceneggiatore, protagonista e tra i produttori.

## Trama
Ben e Mickey, due ex-giocatori di baseball, si ritrovano a dover percorrere insieme la Nuova Inghilterra in macchina, dopo che un'apocalisse-zombie si è abbattuta sul mondo. I due compagni di viaggio attraverseranno così il Connecticut alla ricerca di un luogo sicuro per salvarsi dagli zombie.

## Produzione
Il film ha ricevuto l'attenzione di diverse riviste e critici per il fatto di essere stato prodotto con un budget di appena 6000 dollari. Tutte le riprese sono state effettuate nello stato del Connecticut in soli 15 giorni.

## Distribuzione
The Battery è stato presentato per la prima volta al Telluride Horror Show, un festival di film horror che si tiene a Telluride (in Colorado). Il film è stato successivamente distribuito in DVD negli Stati Uniti il 16 settembre 2014.